# 黄金周 (日本)
日本的黃金週（日语：ゴールデンウィーク，簡寫為），是指在4月底至5月初的多個法定假日及休假日組成，為期一週左右的連續假期，也稱為大型连休、春季大型連休（春の大型連休）、黃金週間。

## 歷史
黃金週這個名詞為和製英語，是在1948年日本关于国民祝日的法律訂定后，由日本电影界開始使用的，由于许多活动集中在4月底至5月初的一周内，许多休闲行业的收入都出现了峰值。电影业也不例外。1951年，电影《自由学校》在这一时期取得高票房，业内根据行话“黄金时段”（即每日观众最多的时段），将这一周称为“黄金周”。
昭和23年（1948年）《國民祝日法》施行，天皇誕生日（4月29日）、憲法紀念日（5月3日）、兒童之日（5月5日）被订为法定假日。以前這段時間的假日经常不连续，因此有“飞石连休”的说法；日語「飛石」指堤梁式桥，取其「不連續」之意。昭和60年（1985年）《國民祝日法》修正，将两个法定假日之间的工作日也以「國民休日」的名義定為休假日，使得部分年份發生「飛石連休」的狀況消失，黃金週成為穩定的連續假期。平成19年（2007年）起，4月29日被定为「昭和之日」，「綠之日」延到了5月4日。
另自2003年起，9月中下旬的敬老之日、秋分之日形成的的連續假期，則以黃金週的命名方式而別稱為白銀週（シルバーウィーク，Silver Week）或「秋季大型連休」（秋の大型連休）。

## 假期
日本的黄金周一般从每年4月29日开始，至5月5日结束，中间的工作日虽然不是法定假日，但许多企业也会自行放假作为额外的员工福利，形成一周的长假期。连续的假日中如果有一天与星期天重合，则假期完结后的第一天为补假日。若5月6日、7日适逢周末，则形成最长8天或9天的长假期。
因明仁天皇於2019年4月30日退位，德仁親王在隔日即位，日本參議院於2018年12月7日通過法案，將2019年當年的4月30日及5月2日訂定為休假日、5月1日定為祝日，使得2019年的黃金周從4月27日開始到5月6日為止，長達10天。
| 日期    | 假期       |
| ------- | ---------- |
| 4月29日 | 昭和之日   |
| 5月3日  | 憲法紀念日 |
| 5月4日  | 綠之日     |
| 5月5日  | 兒童之日   |